# Massacri di Diyarbekir (1895)
I massacri di Diyarbakır furono le stragi avvenute nel Vilayet di Diyarbekir dell'Impero ottomano tra il 1894 e il 1896 da parte di curdi e turchi etnici. Gli eventi facevano parte dei massacri hamidiani e presero di mira la popolazione cristiana del vilayet, armeni e per lo più assiri.
I massacri erano inizialmente diretti contro gli armeni, e istigati da politici e religiosi ottomani con il pretesto del loro desiderio di smantellare lo stato, ma si trasformarono presto in un pogrom generale anticristiano quando le uccisioni si spostarono nel vilayet di Diyarbekir e nelle aree circostanti di Tur Abdin, che era abitata da cristiani assiri/siriaci. I resoconti dell'epoca stimano il numero totale di assiri uccisi tra il 1894 e il 1896 a circa 25.000.

## Contesto storico
Le incursioni curde nei villaggi del Vilayet di Diyarbekir si intensificarono negli anni, a seguito di una carestia che devastò la regione. Da ciò seguirono aspre battaglie tra curdi e arabi shammar. Nell'agosto 1888, gli agha curdi guidarono gli attacchi ai villaggi assiri di Tur Abdin uccidendo 18 persone. Le richieste delle indagini del patriarca Ignazio Pietro IV rimasero senza risposta da parte della Porta. Un'altra incursione curda nell'ottobre 1889 prese di mira diversi villaggi assiri/siriaci nei quali furono uccisi 40 abitanti tra cui donne e bambini. Questi eventi furono i primi segni dei massacri che avrebbero caratterizzato il Vilayet di Diyarbekir per il decennio successivo.
I massacri hamidiani avvennero quando circa 4.000 armeni nel distretto di Sasun del Vilayet di Bitlis nel 1894 si ribellarono contro le tribù curde, che chiedevano loro le tasse tradizionali. Le autorità locali riferirono ciò al sultano come una grande rivolta. Il sultano rispose inviando l'esercito ottomano supportato dalla cavalleria Hamidiye e dalle tribù curde locali. Dopo essersi scontrati con i ribelli armeni, i curdi scesero nei villaggi armeni nelle regioni di Sasun (Sassoun) e Talori, tra Muş e Silvan, massacrando i suoi abitanti e bruciando diversi villaggi cristiani. Di conseguenza morirono più di 7.500 armeni e un intervento delle potenze europee portò al licenziamento del governatore di Bitlis, Bahri Paşa, nel gennaio 1895. Tre potenze europee - Gran Bretagna, Francia e Russia - ritenendo che la riforma del governo locale ottomano avrebbe aiutato a prevenire le violenze avvenute a Sasun, proposero al sultano Abdul Hamid II un piano di riforma, pianificando il controllo dei curdi e l'impiego di assistenti-governatori cristiani. Il sultano non fu disposto a cedere ai desideri delle Potenze. Durante la primavera e l'estate del 1895 si trascorsero mesi di trattative infruttuose. Dopo una manifestazione a Costantinopoli il 30 settembre 1895, organizzata dal Partito Armeno Hunchakian per chiedere una rapida attuazione delle riforme, i quartieri cristiani della città furono attaccati da folle di musulmani inferociti e la città precipitò nel caos. Il massacro a Costantinopoli fu seguito da un ulteriore conflitto musulmano-armeno in altre aree, che costò la vita a molti più cristiani che musulmani. La pressione occidentale sul sultano aumentò, alla fine cedette alle loro richieste e nell'ottobre 1895 emise un firmano per le riforme.
In retrospettiva, l'annuncio delle riforme esacerbò solo l'atmosfera già calda nell'Impero ottomano. Man mano che la notizia di scontri e massacri si diffondeva in tutto l'Impero, anche Diyarbekir prese la sua parte, con la sfiducia tra musulmani e cristiani che raggiunse livelli senza precedenti. Generalmente i musulmani avevano una visione distorta del significato delle riforme di ispirazione europea. I musulmani, anche a Diyarbakır, pensavano che si stesse creando un regno armeno sotto la protezione delle potenze europee e che la fine del dominio islamico fosse imminente. I civili musulmani acquisirono grandi quantità di armi e munizioni. L'influente sceicco curdo di Zilan, che l'anno precedente svolse un ruolo importante nei massacri degli armeni a Sasun e Mush, era presente in città e incitò i musulmani contro i cristiani. Si vociferava che i capi tribali curdi fuori città avessero promesso di inviare 10.000 combattenti curdi per vendicarsi. I notabili musulmani a Diyarbakır, che avevano perso la loro fiducia nel Sultano, gli telegrafarono che:

## Massacro nella città di Diyarbakır, 1-3 novembre 1895

### Preludio al massacro
Il 4 ottobre 1895 Mehmed Enis Pasha, un funzionario molto sgradito tra i cristiani della città per il suo presunto ruolo in un incendio che distrusse i negozi cristiani a Mardin, fu nominato governatore della città. Il governatore cercò di costringere i notabili cristiani e i capi comunali a firmare telegrammi di gratitudine a Costantinopoli per la sua nomina. Ciò provocò una dura reazione da parte degli armeni e degli assiri. I negozi armeni furono chiusi, la gente protestò nelle loro chiese, impedì le messe e suonò continuamente le campane "per tre giorni e tre notti". Una petizione firmata da 1200 persone fu inviata al Patriarcato armeno per protestare contro il sostegno al governatore, e il vescovo assiro della città fu costretto a rifugiarsi nel consolato francese. Le proteste continuarono fino a quando non fu ricevuta una risposta dal Patriarcato, che richiese dieci giorni.
Ciò causò un notevole malcontento tra i musulmani e secondo quanto riferito, il comandante dell'esercito impedì l'incendio dei negozi cristiani. L'annuncio delle riforme esacerbò le tendenze violente e iniziarono a circolare "voci sinistre" di piani dei musulmani. Il governatore avvertì i musulmani di astenersi da qualsiasi attacco ai cristiani, ricordando loro che l'Islam vieta l'omicidio. Tuttavia, alla sua assunzione ufficiale dell'incarico il 31 ottobre, non erano presenti capi comunali cristiani.

### Il massacro
I massacri iniziarono nella città di Diyarbakır il 1º novembre 1895, dopo che individui non identificati avevano sparato colpi fuori dalla Grande Moschea ("Ulu Cami") nel centro della città durante la preghiera musulmana di mezzogiorno. Il console francese, Meyrier, ricevette notizie secondo cui un poliziotto aveva sparato per la prima volta a un caldeo di passaggio durante le preghiere, mentre documenti ottomani riportavano che gli assiri avevano iniziato a sparare mentre i musulmani stavano pregando. I musulmani iniziarono ad attaccare gli armeni nei dintorni, presto la violenza si rivolse contro tutti i cristiani e si diffuse in tutta la città. Iniziarono quindi a saccheggiare e furono raggiunti da civili comuni e allo stesso da funzionari governativi. L'intera area del mercato fu data alle fiamme e l'incendio andò ben presto fuori controllo e distrusse centinaia di negozi e officine, con il fumo visibile da Ergani, a una distanza di 55 km. I cristiani che non potettero scappare dalla folla furono fucilati. Le perdite finanziarie del primo giorno furono stimate in circa due milioni di lire turche.
Gli attacchi ai quartieri cristiani iniziarono la mattina seguente in modo sistematico: le case furono saccheggiate e bruciate; uomini, donne e bambini furono uccisi; e le ragazze furono rapite e convertite all'Islam.  Il viceconsole francese scrisse che le autorità dovettero chiudere le porte della città "temendo l'arrivo di tribù curde alla periferia della città, che non facevano differenza tra musulmani e cristiani nelle loro incursioni". Alcuni cristiani riuscirono a proteggersi con le poche armi che possedevano nelle strade strette e difendibili. Più di 3.000 cristiani di tutte le confessioni si radunarono presso il monastero dei Padri Cappuccini in città, e circa 1.500 furono protetti dal Consolato francese. Il Consolato francese fu quindi preso di mira dalla folla, che sparò alle mura. Sebbene il consolato non fosse caduto, c'era un forte timore che sarebbe stato catturato e, secondo quanto riferito, il console ordinò che sua moglie e i suoi figli venissero fucilati se fosse stato il caso. Poté essere inviato all'ambasciata di Costantinopoli solo un breve telegramma di richiesta di aiutoi.
I massacri di Diyarbakır continuarono fino al terzo giorno, ma in seguito si conclusero per ordine del governatore, che proclamò che chiunque fosse stato sorpreso a usare armi avrebbe ricevuto una severa punizione. Tuttavia, prima del proclama, le forze dell'ordine avevano partecipato al saccheggio. Non ci fu alcuna partecipazione da parte dei curdi fuori città; 2500 di loro si radunarono fuori le mura della città ma non furono fatti entrare.
Ci sono stime diverse per quanto riguarda il bilancio delle vittime in città. Il rapporto ufficiale ottomano del governo provinciale indicava 480 cristiani e 130 musulmani. Tuttavia, Meyrier ha riportato la morte di 1191 cristiani (inclusi, ma non limitati a 1000 armeni e 150 assiri) e 195 musulmani. Meyrier ha riferito anche di 2000 persone scomparse, ma Hallward, il vice console britannico che venne a Diyarbakır l'anno successivo, determinava un bilancio delle vittime cristiane di circa 1000, il che implicava che i dispersi erano sopravvissuti e erano stati rintracciati. 155 donne furono rapite dai curdi.
Molti cristiani sopravvissero alle uccisioni convertendosi all'Islam sotto la minaccia delle armi. Secondo alcuni resoconti, circa 25.000 armeni si convertirono all'Islam durante i massacri. Molti di loro tornarono al cristianesimo dopo la fine del periodo di persecuzione e tornarono ancora una volta nei loro villaggi.
Il prete e scrittore William Ainger Wigram visitò la regione alcuni anni dopo e fu testimone delle tracce della distruzione. Secondo lui, gli assiri della città di Diyarbakır soffrirono meno dei loro correligionari armeni il cui distretto era ancora completamente distrutto. Osservò forti sentimenti anticristiani tra i musulmani della città.

## Massacri a est di Diyarbakır
I massacri nelle campagne continuarono per 46 giorni dopo i massacri iniziali nella città di Diyarbakır. Nel villaggio di Sa'diye abitato da 3000 armeni e assiri, i turchi uccisero prima gli uomini, poi le donne e infine i bambini. Un gruppo di abitanti del villaggio tentò di rifugiarsi in una chiesa, ma i curdi la bruciarono e uccisero quelli presenti all'interno. Solo tre ne uscirono vivi nascondendosi tra i cadaveri. A Mayafaraqin (Silvan, Farkin), una centro di 3000 cristiani misti armeni, giacobiti e protestanti, solo 15 sopravvissero alle uccisioni, mentre il resto fu ucciso in modo simile a quello che era successo a Sa'diye. Il villaggio assiro di Qarabash fu distrutto e a Qatarball sopravvissero solo 4 persone di 300 famiglie: la maggior parte degli abitanti del villaggio morì dopo essere stata bruciata viva nella chiesa che avevano raccolto. Isaac Armalet, un prete siro-cattolico dell'epoca, contò altri 10 villaggi che furono completamente cancellati dalla mappa, per un totale di 4.000 vittime.
Uğur Ümit Üngör fornisce il numero di armeni uccisi nei "villaggi periferici" di Diyarbakır a 800-900. Il numero totale di persone rimaste bisognose di nutrimento e di riparo nella provincia è stato stimato da Meyrier in 50.000; Hallward ha successivamente rivisto la cifra a 20.000-30.000 (esclusi Mardin e Palu). Hallward ha dato il numero di senzatetto a Silvan a 10.000.

## Massacri a Tur Abdin
Mardin, la città più grande e capoluogo della sotto-provincia (sangiaccato) di Mardin, fu risparmiata dai massacri inflitti agli altri sangiaccati di Diyarbakır. Molti dei suoi notabili musulmani erano ansiosi di proteggere i propri interessi e vollero mantenere l'immagine tollerante della città. La città era caratterizzata anche dal fatto che i quartieri di musulmani e cristiani erano mescolati, rendendo difficile distinguerli: i musulmani sapevano che l'ingresso di forze esterne avrebbe portato a un massacro indiscriminato dei suoi abitanti. I primi curdi entrarono in città il 9 novembre, provenienti dal villaggio di Ain Sinja che avevano distrutto. Una forza musulmana locale li affrontò e li respinse. Il Governatore quindi dispose le difese della città e distribuì anche armi alla sua popolazione cristiana. Fallirono anche due successivi tentativi da parte dei curdi di irrompere nella città. Solo alla fine di novembre il governatore di Diyarbakır emise un ordine di protezione delle chiese, anche se l'atmosfera rimase tesa fino alla primavera del 1896. Nonostante la protezione dei cristiani di Mardin, i villaggi vicini a Tur Abdin affrontarono un destino diverso. Il villaggio di Tell Armen fu completamente saccheggiato e bruciato e la sua chiesa parzialmente distrutta; anche al-Kulye, composta da circa 2.000 individui giacobiti, fu distrutta e bruciata, uccidendo circa 50 dei suoi abitanti; anche Banabil fu attaccata e distrutta. Mentre al-Mansurye sopravvisse dopo aver ricevuto il sostegno dei villaggi vicini, il villaggio di Qalaat Mara, sede del Patriarca giacobita, fu abbandonato dopo l'attacco curdo. I suoi abitanti cercarono rifugio presso il Monastero di Mor Hananyo, dove sistemarono le loro difese e furono in grado di resistere agli attacchi dei curdi per cinque giorni. Padre Armalet cita due diverse versioni sul ruolo dell'esercito ottomano: nella prima, l'esercito aiutò i curdi ad attaccare il monastero, uccidendo 70 assiri. Il governatore inviò quindi 30 soldati che accompagnarono gli assediati nei loro villaggi e forendo loro la protezione. Nella seconda versione, che concorda con la versione ufficiale, i curdi attaccarono il monastero da soli, il Mutasarrif inviò una forza che ordinò ai curdi di ritirarsi e, quando non lo fecero, la forza ottomana li attaccò e uccise 80 uomini.
Gli storici concordano sul fatto che la città di Jezireh, a est di Tur Abdin, sia rimasta tranquilla e sicura durante i massacri; tuttavia, i villaggi intorno a Midyat non furono risparmiati dalla distruzione e dalle uccisioni e il frate domenicano padre Gallant assistette a scene di distruzione mentre passò in queste zone nel 1896.
La popolazione assira del Sangiaccato di Mardin diminuì drasticamente dopo i massacri. In una stima prima della prima guerra mondiale, i cristiani costituivano circa i due quinti della sua popolazione di 200.000 abitanti. Tur Abdin cessò di essere un'"isola cristiana" poiché i cristiani da allora contavano circa il 50% della sua popolazione di 45.000 abitanti.

## Posizione della Chiesa siriaco-ortodossa

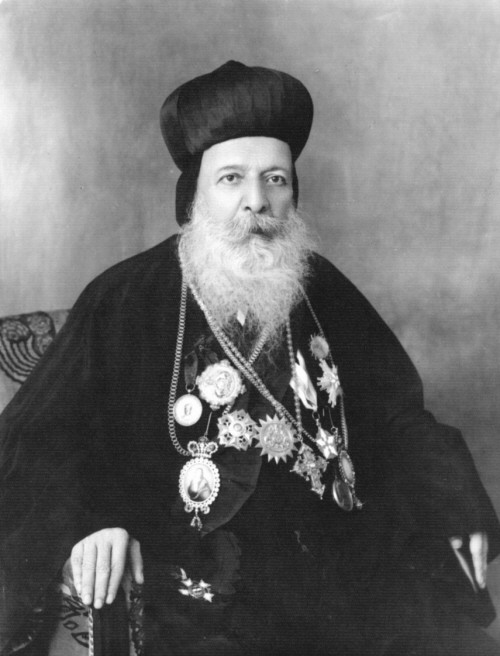
Ignazio Afram I Barsoum.

La storia ufficiale della Chiesa siriaco-ortodossa sugli eventi varia notevolmente dalle opinioni condivise da storici e contemporanei. Nella sua versione degli eventi descritta negli anni '40, il patriarca Ignazio Aphram I Barsoum cercò di confrontarsi con la versione ufficiale turca. Affermò che il patriarca Ignazio Abdul Masih II si precipitò a Diyarbakır dopo aver appreso la notizia di un massacro armeno e inviò un telegramma al Sultano ottenendo l'ordine di proteggere gli assiri. Va poi a paragonare la Chiesa all'Arca di Noè, per essere rifugio dei suoi figli. Nella versione di padre Armalet, il Patriarca inviò un messaggero al governatore, ma fu ucciso, e il messaggio arrivò comunque al governatore che chiese al Patriarca di incontrarlo. Quest'ultimo attraversò la città, camminando sui cadaveri dei cristiani morti. Il governatore lo accolse e gli chiese di rifugiarsi presso i suoi seguaci nella principale chiesa assira della città. Secondo una tradizione orale, i massacri fecero perdere la testa al patriarca che iniziò a bere dopo essere tornato a Mardin e che successivamente fu deposto. Si recò quindi in Kerala in India dove nominò nuovi vescovi, provocando uno scisma tra i cristiani di San Tommaso, tuttora esistente.
Secondo il patriarca Barsoum, Tur Abdin fu risparmiata anche quando due notabili assiri inviarono una richiesta di protezione alle autorità ottomane a Diyarbakır. Il governatore in seguito inviò una forza che espulse i curdi e vigilò i villaggi fino all'aprile 1896.
Diverse fonti affermano che le autorità ottomane avevano costretto gli alti religiosi, incluso il Patriarca della Chiesa siro-ortodossa, a firmare documenti ufficiali in cui si affermava che il caos era stato causato da una rivolta armena. Ciò portò a un diffuso disprezzo tra i cristiani i quali occuparono le chiese e impedirono al clero di celebrare la messa. Alcuni sacerdoti furono persino maltrattati da loro. Questo fu uno dei motivi addotti dalle autorità ottomane per giustificare alcune delle uccisioni.